# Manwel Magri
Manwel (Emmanuel) Magri, né le 27 février 1851 à La Valette (Malte) et décédé le 29 mars 1907 à Sfax (Tunisie) était un prêtre jésuite maltais, archéologue, écrivain et spécialiste du folklore maltais.

## Biographie

### Formation académique et religieuse
Avant d’entrer dans la Compagnie de Jésus Manwel suit des cours d’arts, de philosophie et fait un an de Droit à l’université royale de Malte. Il a 20 ans lorsque, le 11 mai 1871, il est admis dans la Compagnie de Jésus; il commence son noviciat à Victoria (Gozo) et le termine à Milltown Park, à Dublin (Irlande). Il poursuit ensuite des études de philosophie à Stonyhurst College en Angleterre.

### Carrière comme enseignant
Magri enseigne durant quelque temps les mathématiques aux étudiants jésuites de Santa Venera, à Malte, et commence par la suite ses études de théologie préparatoire au sacerdoce, à Aix-en-Provence, en France. Lorsque les jésuites sont expulsés de France (1880), Magri continue sa théologie à Tortosa, en Espagne. Il y est ordonné prêtre le 26 juillet 1881.
Revenu dans son pays natal, il est nommé au séminaire diocésain de Victoria, ville principale de Gozo. De plus en plus, il est engagé dans l’enseignement. D’abord au collège Saint-Ignace de St Julian's (1882 à 1884). Ensuite c’est l’enseignement de la philosophie, de l'Écriture Sainte et de l’Hébreu au scolasticat jésuite de Naxxar (1884-1888).
Durant quatre ans (1888-1892) il se trouve à Constantinople (aujourd’hui Istanbul) comme économe du collège Sainte-Pulchérie. Magri fait sa profession religieuse solennelle définitive le 15 août 1890, alors qu’il se trouve à Constantinople.
Revenu à Malte, il est préfet des études au séminaire de Victoria (1892-1898) qu'il retrouve pour la deuxième fois, puis assistant du Provincial jésuite de Sicile (dont dépendaient les jésuites de Malte) jusqu’en 1902.
Bon pédagogue, Magri comprend vite la nécessité qu’il y a à donner une solide formation religieuse aux prêtres, en particulier ceux qui travaillent parmi les immigrés maltais en Afrique du Nord. Il promeut également l'enseignement professionnel lorsqu'il fait son apparition à Malte. Pour promouvoir de bonnes lectures parmi le grand public il crée des bibliothèques itinérantes qui malheureusement ne durèrent pas longtemps.
Pour la troisième fois, en 1902, il est envoyé au séminaire de Victoria, cette fois comme recteur de la maison (1902-1906). Une dernière nomination le conduit à Catane, en Sicile, où il est supérieur de la résidence jésuite de 1906 à sa mort. Manwel Magri meurt inopinément à Sfax (29 mars 1907), en Tunisie, alors qu’il s’y trouvait en mission auprès des immigrés maltais qu'il préparait à Pâques.

### Archéologue et folkloriste
Magri est un pionnier dans deux domaines particuliers: l'archéologie et le folklore maltais. Bien que sans formation formelle dans ce domaine, Magri est jugé être le plus compétent pour diriger les fouilles archéologiques de l’hypogée de Ħal Saflieni de Paola, un temple souterrain de grande antiquité récemment découvert à Malte, en 1902. Malheureusement le rapport de ces recherches ne fut jamais publié et les notes de l’archéologue ne furent pas retrouvées après sa mort.

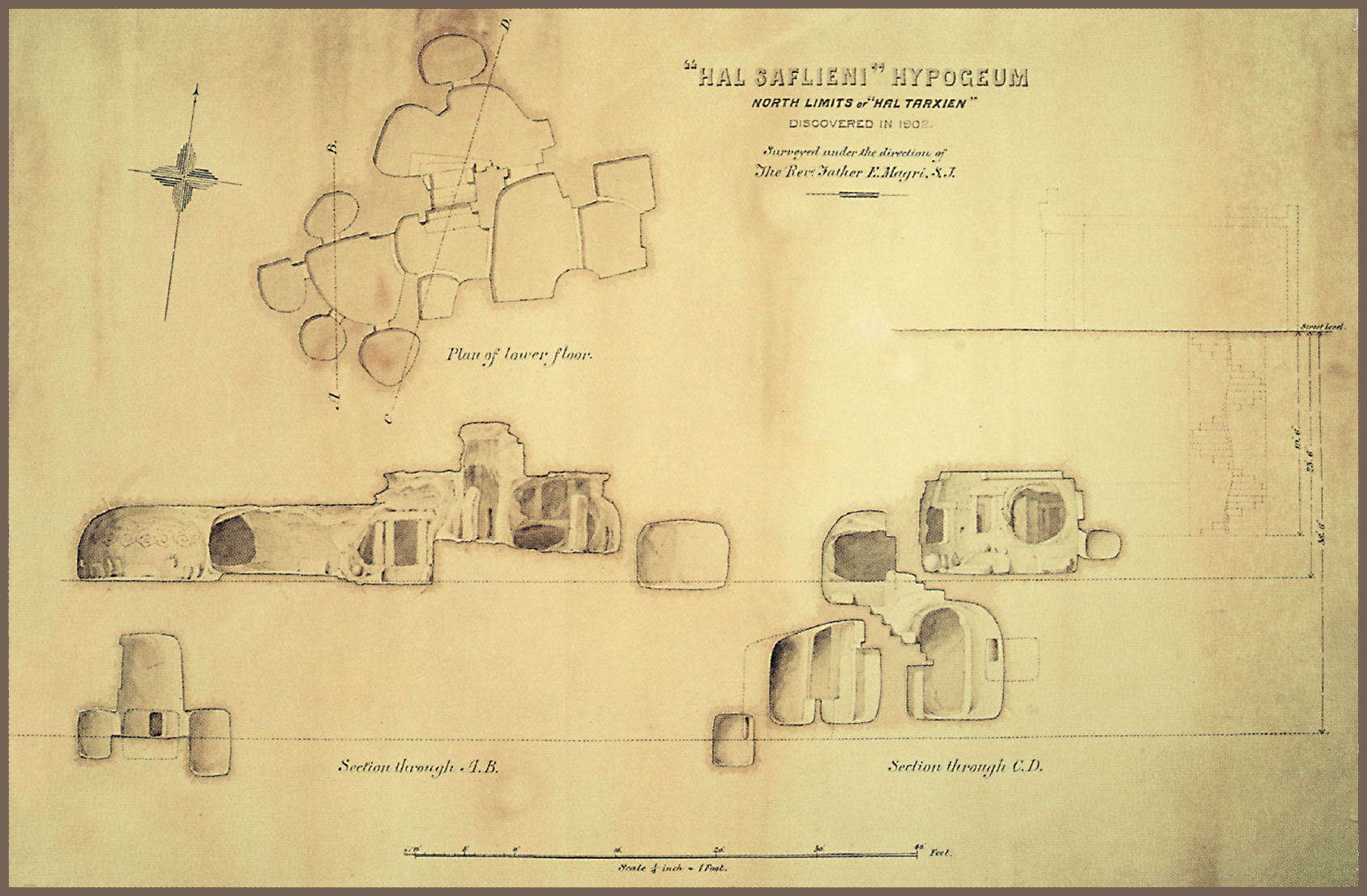
Premier plan de l'Hypogée Hal Salflieni, dessiné par Magri

Par contre ses notes sur les fouilles faites en 1904 au temple préhistorique de Xewkija, à Gozo, et les recherches faites sur les trois stèles découvertes dans une maison particulière de Floriana furent publiées par Magri lui-même. Il est parmi les premiers à utiliser la photographie pour l’investigation scientifique des monuments antiques. Même si ces études n'ont pas eu de grand impact sur l'archéologie scientifique, elles suscitèrent de l’enthousiasme et de l’intérêt  qui conduisirent d’autres personnes, tel Themistocles Zammit, à poursuivre son travail de manière plus scientifique.
Son nom est également indissociable de l’étude du folklore maltais. Au début du XXe siècle, il publia une collection X' Jgħid il-Malti (Que dit le maltais) de plus de 60 contes anciens (avec leurs variantes) et environ 180 proverbes, principalement liés aux saisons et climat, fruit de son travail de recherche et de collecte faite à la fin du XIXe siècle.
Les recherches de Magri se situent en pleine guerre linguistique, d'un côté l'occupant britannique cherche à évincer l'italien au profit de l'anglais et du maltais, de l'autre l’Église a du mal à accepter les liens que le maltais pourrait avoir avec les musulmans ou des racines trop arabes. Après ses grands prédécesseurs, Gian Pietro Francesco Agius de Soldanis et Mikiel Anton Vassalli (appelé plus tard « le père de la langue maltaise »), il défendit la théorie erronée qui donne une origine phénicienne et/ou punique à la culture, langue et coutumes maltaises. Il refusait toute influence continentale, même de la Sicile voisine. Il cherche dans les contes les sources et racines de la langue maltaise, toutes ses interprétations cadraient bien avec la théorie phénicienne.
Ce travail en surprenait beaucoup, collectionner des contes anciens semblait relever d’un passe-temps sans grande signification. Son exemple cependant encouragea d’éminentes personnalités de Malte, telles A. Cremona et Cassar Pullicino, à l'étude scientifique du folklore. En raison de ses contributions importantes et pionnières dans ce domaine A. Cremona lui a donné le titre de « père du folklore maltais ».

## Reconnaissance publique
- Une rue de la ville de Hamrun porte le nom de Mawwel Magri.
- En 2007, pour le centenaire de son décès, les Postes maltaise reconnaissent l’importance de sa contribution à la culture du pays en émettant un timbre-poste à l’effigie du père Manwel Magri. On le voit de face, à partir d'une des rares photographies que l'on connaisse de lui, avec, au premier plan, une représentation de la célèbre « Dame endormie » (Sleeping Lady), une statuette découverte dans l’hypogée de Ħal Saflieni.

## Œuvres
- Collection X' Jgħid il-Malti (Que dit le maltais ...)
  - Fuq Ħrejjef Missirijietna (...sur les contes de nos ancêtres), 3 vol., Valetta, 1902-1903.
  - Fuq Missirijietna u l-Ġganti (... sur nos ancêtres et les géants), 2 vol., Valetta, 1904.
  - Fuq id-Dinja ta' Taht u fuq ir-Rjieħ (... sur les régions inférieures et les vents), Valetta, 1905.
  - Jew Il-Għerf ma miktub tal Maltin (... ou la tradition non écrite des Maltais), Sliema, 1925.
- Three Punic Inscriptions re-discovered in Malta (trois inscriptions puniques redécouvertes à Malte), Valetta, 1901.
- Ruins of a Megalithic Temple at Xeuchia (Shewkiyah) Gozo: First Report (Ruines du temple mégalithique de Xeuchia (Xewkija) Gozo : premier rapport), Valetta, 1906.

## Sources
- S. Mallia: article Magri, Emmanuel (Manwel), dans Diccionario Histórico de la Compañia de Jesús, vol. III, p. 2472. Rome et Madrid, 2001.
- Josef M. Briffa: New Light on Fr Magri's exploration of the Hypogeum: Notes from correspondence with the British Museum, dans Malta Archaeological Review, no 6, p. 41-46, Malta, 2005.
- Josef M. Briffa: Historical Introduction dans E. Magri, Ruins of a Megalithic Temple at Xeuchia (Shewkiyah) Gozo. First report, éditeur Charles Cini, Salesians and Heritage Malta, Malte, 2009, p. 6–9. Patri Manwel Magri u l-Ipoġew, Lil Ħbiebna, novembre 2003, p. 195-197.
- S. Mallia: Manwel Magri SJ, Istitut Komunikazzjoni Socjali, Malte, 1978.
- S. Mallia: Fr. Manwel Magri's Contribution to the Conservation of Malta's archaeological Heritage, dans Melita Historica, no 9, p. 145-169, 1985.
- S. Mallia: Fr. Magri and Conservation: a Postscript, dans Melita Historica, no 9, p. 245-246, 1985.
- Cassar Pullicino: Studies in Maltese Folklore, Msida, 1976.